# Titikaveka
Pour la circonscription électorale, voir Titikaveka (circonscription).
Titikaveka  est l'un des cinq districts de l'île de Rarotonga (îles Cook). Situé au sud de l'île, il fait partie avec les districts de Matavera et Ngatangiia de la tribu de Takitumu. Sur le plan électoral, il correspond à la circonscription du même nom. Il comprend en tout 11 tapere (sous tribus) que sont Turoa, Vaimaanga, Avaavaroa, Totokoitu, Tikioki, Te Tupuna, Akapuao, Te Ruatupa, Te Puna, Kauare, Arakuo.

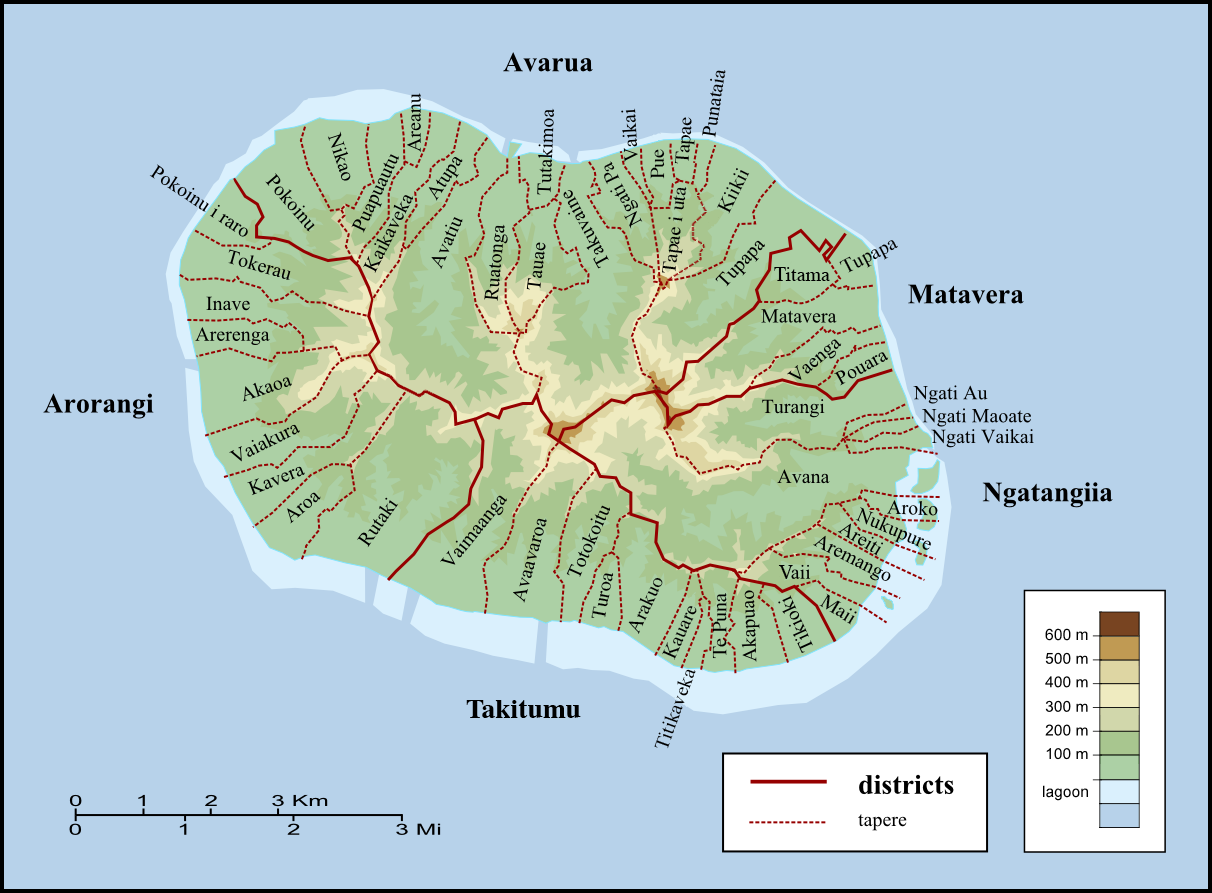
Districts et tapere de Rarotonga

Le village de Titikaveka fut fondé par les missionnaires de la London Missionary Society en 1832. Sa création relevait de raisons avant tout pratiques. Charles Pitman avait en effet remarqué que certains habitants du Sud de Rarotonga qui jusqu'alors étaient regroupés avec les autres Takitumu à Ngatangiia, étaient obligés de parcourir quotidiennement plusieurs kilomètres pour aller travailler leurs champs. Un certain nombre d'entre eux avait du reste déjà renoncé à habiter le village et par la même de suivre les enseignements des missionnaires. La fondation de Titikaveka leur permit de les rapprocher de leur kainga (parcelles de terres).